# Viola athois
Viola athois (Thouars) Baill. – gatunek roślin z rodziny fiołkowatych (Violaceae). Występuje naturalnie w północno-zachodniej Grecji. 

## Morfologia
PokrójBylina dorastająca do 15 cm wysokości, tworzy kłącza.
LiścieBlaszka liściowa ma owalny, podługowaty lub okrągławy kształt. Mierzy 1–2,4 cm długości, jest karbowana na brzegu, ma sercowatą nasadę i ostry lub tępy wierzchołek. Ogonek liściowy jest nagi i ma 20 mm długości. Przylistki są pierzaste.

## Biologia i ekologia
Rośnie na terenach skalistych. 

## Zagrożenia
Według Czerwonej księgi gatunków zagrożonych jest gatunkiem narażonym na wyginięcie (VU – vulnerable).